# We Are Young
«We Are Young» es una canción interpretada por la banda estadounidense fun. con la colaboración de Janelle Monáe. La canción está coescrita por  Jack Antonoff, Andrew Dost, Nathaniel Ruess, Jeffrey Bhasker y producida por este último. Fue lanzada el 31 de enero de 2012, como primer sencillo de su segundo álbum de estudio, Some Nights. Esta fue la primera canción en escribirse y grabarse del álbum, estableciendo un modelo para el resto de las sesiones de Some Nights. «We Are Young» fue descrita por Billboard como: «un grandioso número alternativo, construido sobre una orquestación teatral y un coro propulsor, que transmite inmediatamente un efecto inspirador». La canción también cuenta con influencias de los géneros power pop y arena rock.
Inicialmente, la canción sólo logró ganar la atención de los medios en línea, hasta que Glee hizo su propia versión. Gracias a esa versión, el sencillo comenzó a tener más éxito en las listas estadounidenses. La canción también fue licenciada para su uso en un comercial de la marca Chevrolet, para el Super Bowl XLVI. Este sencillo fue el que los impulsó al éxito comercial, encabezando las listas digitales en febrero de 2012, y convirtiéndose en un crossover hit, llegando a la posición número uno en la lista Billboard Hot 100. «We Are Young» fue certificada con disco de platino por la RIAA, y ha sido ampliamente reconocida por impulsar la popularidad de la banda, después de un éxito menor con su álbum debut, Aim and Ignite en 2009. Esta es la primera canción de la banda en entrar a los Hot 100, así como su primer número uno.

## Antecedentes

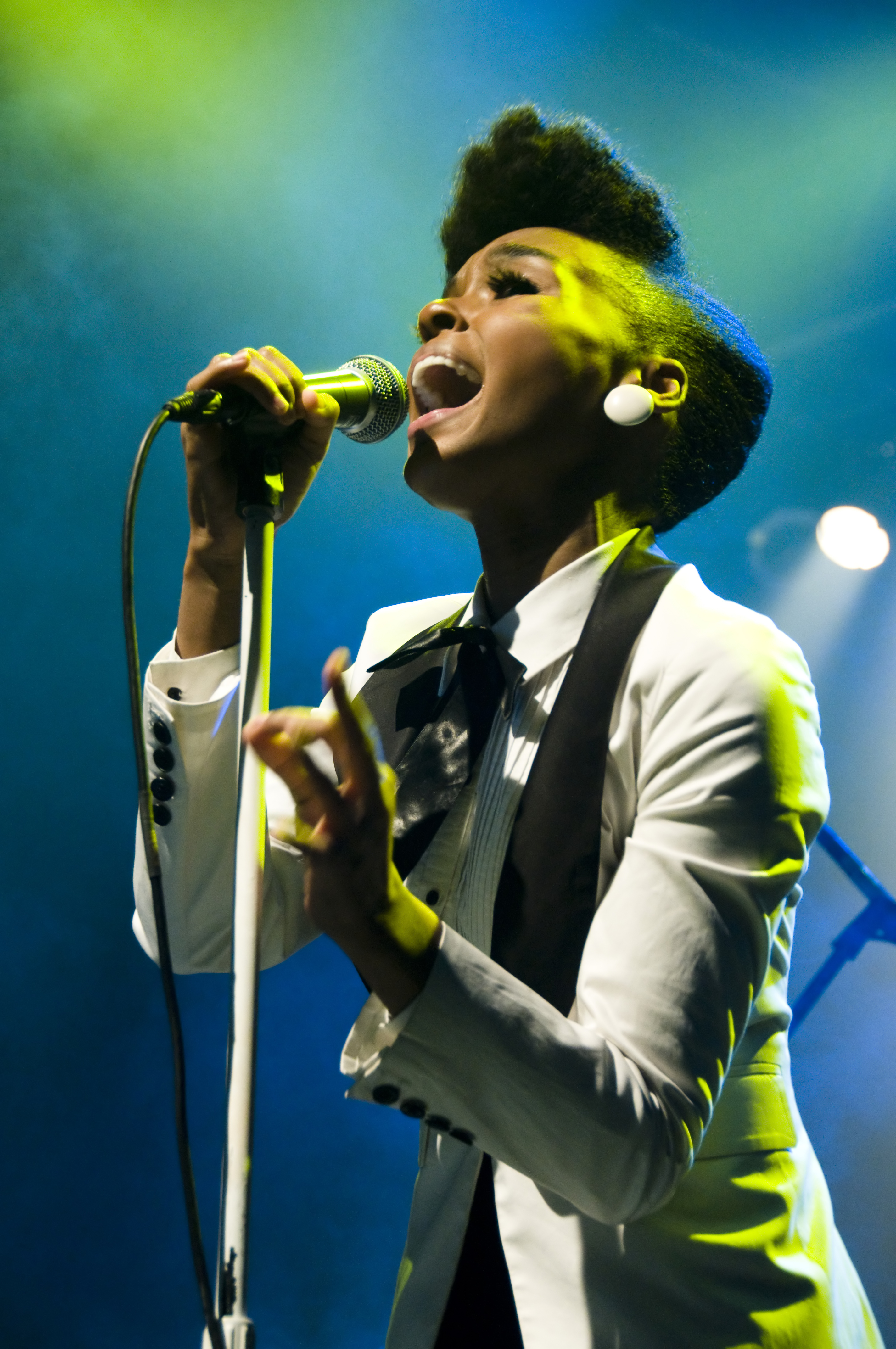
Fun. optó por la cantante Janelle Monae para su colaboración en la canción.

Sus orígenes se remontan a febrero de 2011, cuando el cantante de la banda, Nate Ruess, consiguió reunirse en Nueva York con el productor Jeff Bhasker, conocido por trabajar con Kanye West, Jay-Z, Alicia Keys, Beyoncé, Drake, entre otros. Los integrantes de Fun. estaban obsesionados con los trabajos realizados por el productor, así que decidieron contactar con él. Ruess estaba ansioso por conocer a Bhasker, por lo que llegó temprano a un bar del Bowery Hotel en Lower East Side, un barrio en la parte sureste de New York. Antes de eso, él ya había cancelado dos reuniones con el líder de la banda. Debido a eso, estaban buscando otros productores, ya que no esperaban mucho. Ese mismo día, el productor había terminado una larga sesión en el estudio con Beyoncé, por lo que decidió darle diez minutos al cantante. Después de juntarse, los dos discutieron sobre música, hasta que Ruess expresó su deseo por fusionar los beats del hip hop, con efectos electrónicos y pop rock teatral. En una entrevista, el vocalista de la banda comentó: «Fui simplemente capaz de hablar con él acerca de todo. Tuvimos una conversación muy buena». La idea intrigó al productor, quien lo invitó hasta su habitación de hotel para mostrarle algunas pistas que había estado trabajando con Beyoncé. En ese momento, Ruess cantó «We Are Young», la cual no estaba terminada, aunque según él, «tenía un potencial coro». El cantante declaró al respecto: «Estaba tan inspirado que en un momento decidí cantar el coro [...] Yo cantaba, y él quedó boquiabierto». Por su parte, Bhasker declaró: «Yo estaba un poco impresionado [...] Él me cantó la canción e inmediatamente reservamos un estudio para el día siguiente».
El grupo quería trabajar con una cantante femenina para que colaborara en la canción. Ellos no sabían realmente quien iba a ser, aunque tenían diversas personas en mente con las cuales esperaban poder trabajar. Nate Ruess dijo: «Teníamos una gran pizarra con muchos artistas y Janelle estaba justo en la parte superior. Recuerdo que Andrew me había mostrado [la música de] Janelle Monae mucho antes y él estaba muy obsesionado con ella». Posteriormente dijo que si lograban tener a Janelle para la colaboración en la canción, debía ser algo en lo que ella realmente podía creer. Por eso la agrupación recurrió a su productor para convencerla, y la cantante aceptó.

## Composición
La canción fue compuesta por Jack Antonoff, Andrew Dost, Nate Ruess y Jeff Bhasker, mientras que su producción musical quedó a cargo de este último. «We Are Young» es una power ballad, que combina los géneros indie pop, rock alternativo, arena rock, y power pop. La canción está compuesta en la tonalidad fa mayor, y sigue un tempo de 120 pulsaciones por minuto. Esta comienza con una confusa disculpa en un bar —una reconciliación con alguien, por un misterioso delito en el pasado— antes de romper con un coro sobre "ser joven". En la canción hay, «cuidadosos arreglos con fuertes niveles, brillantes melodías de piano, grandes tambores en auge y múltiples armonías vocales». Ruess se desplaza de un «vulnerable volteo verbal en la introducción sónicamente dispersa, a la grandiosa declaración: "Tonight, we are young / So let's set the world on fire"».

## Lanzamiento y promoción
La canción fue versionada por Glee, en el episodio Hold On to Sixteen, emitido en diciembre de 2011. Según Ruess, «We Are Young» fue dada a los supervisores musicales de Glee por John Janick, jefe de Fueled by Ramen, unos cinco meses antes de su lanzamiento. Los productores del programa tuvieron una muy buena recepción con respecto a la canción, y la establecieron en uno de sus episodios, sin importar si no se convertía en éxito. La versión de Glee encabezó la lista estadounidense Digital Songs, en diciembre de 2011, alcanzando el número uno en iTunes y el número doce en el Billboard Hot 100. Dicha versión ganó más popularidad que la original. Respecto al tema, Ruess le envió un correo electrónico al director musical del programa diciendo: «¡Ustedes están número uno en este momento, pero estamos yendo por ustedes, vamos a reclamar el terreno!».
«We Are Young» fue seleccionada como banda sonora para un comercial de Chevrolet, anunciando al Chevy Sonic. El comercial fue emitido durante la Super Bowl XLVI, el 5 de febrero de 2012. La agencia de Chevrolet, «Goodby, Silverstein & Partners», consideró cientos de canciones antes de elegir la pista. El director creativo de Chevrolet, Andrew Bancroft, comentó: «Es una canción hermosa, con diferentes números de proyección, y un ritmo conductor en su dulce melodía». En una entrevista con Billboard dice: «A el le gustó tanto la canción, que la seleccionó antes de enlazarla con imágenes del anuncio, una rareza en cuanto a la sincronización de música».
La canción apareció en el episodio final de la cuarta temporada de la serie 90210, así como en el final de la quinta temporada de Gossip Girl. Además, la canción fue utilizada para la promoción del evento principal de Wrestlemania XXVIII. Fue utilizada como banda sonora para el tráiler de la película de Judd Apatow This Is 40. La canción aparece en el episodio "Chuck Versus the Baby" de la quinta temporada de Chuck.

## Video

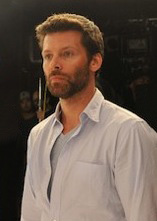
Marc Klasfeld, director del video musical de la canción.

El video musical, dirigido por Marc Klasfeld, fue filmado en el David Sukonick Concert Hall en Los Ángeles. El video muestra una pelea en un bar en cámara lenta con la banda actuando en un escenario dentro del bar. Otras partes del video fueron filmadas en tiempo real. El video comienza con una chica (interpretada por Rachel Antonoff, hermana del guitarrista de la banda Jack Antonoff y exnovia del cantante principal Nate Ruess) enviando un mensaje a otra persona en un HTC Titan. En la pantalla se muestra un mensaje de texto que dice "¡AHORA!", lo que implica que el mensaje posiblemente sea una señal para comenzar un flash mob Luego, la chica lanza el teléfono inteligente al medio del bar, donde queda suspendido en el aire. A medida que comienza el primer coro, la chica recibe un golpe con una botella de vino en la cabeza mientras los clientes del bar degeneran en una pelea. Se arrojan y se rompen diferentes tipos de comida en varios puntos del video, especialmente uvas. Se rocían grandes cantidades de harina y confeti en el escenario desde la izquierda y la derecha. Las personas corren, caen y vuelan por el bar. Cintas y una bola de discoteca también caen del techo. Durante el segundo coro, se arrojan diferentes utensilios de vidrio que se rompen como resultado. Una pareja se besa con comida esparcida por toda su cara, y Janelle Monáe entra en el centro del bar y canta la primera mitad de su puente en tiempo real y la segunda en cámara lenta. El papel de Monáe en el video se describe como el ojo de la tormenta. También se insinúa que la actuación de Fun refleja la intensidad del ambiente del bar, ya que su actuación se vuelve más intensa y enérgica a medida que avanza el video. El video concluye con Fun terminando su actuación mientras la chica del comienzo del video sale del bar sonriendo. Hasta agosto de 2022, el video ha recibido mil millones de visitas en YouTube.

## Presentaciones en vivo
El 27 de abril de 2011, antes de que la canción obtuviera éxito, fue interpretada en el Festival de Música y Artes de Coachella Valley en 2011. El 22 de febrero de 2012, Fun interpretó "We Are Young" en Conan acompañados por un coro. El 23 de abril de 2012, la banda interpretó la canción en el iHeartRadio Music Festival junto con otras seis canciones, incluyendo "Some Nights". La actuación fue un éxito para los críticos y recibió comentarios positivos de Bon Jovi. El 3 de junio de 2012, la banda interpretó la canción para abrir los MTV Movie Awards de 2012. La actuación comenzó con la banda tocando en un pequeño cubo iluminado en rojo, vestidos con esmoquin blanco, con el líder de la banda, Nate Ruess, saltando de un lado a otro dentro del espacio cerrado. Con el coro, en algún momento, a medida que la canción crecía en el coro, Ruess salió del cubo, y en ese momento apareció Janelle Monáe en el escenario, Monáe se encontró con Ruess en el centro del escenario y los dos intercambiaron versos y se abrazaron. Luego, Ruess regresó con sus compañeros de banda y llevó la canción a su conclusión. El 29 de junio de 2012, Fun interpretó "We Are Young" en el programa de entrevistas británico The Graham Norton Show y el 11 de noviembre de 2012 en los MTV Europe Music Awards 2012 en Frankfurt, Alemania. La última actuación de "We Are Young" fue el 5 de diciembre de 2012 en "The GRAMMY Nominations Concert Live! - Countdown to Music's Biggest Night" en Nashville, Tennessee, donde fueron nominados a 6 premios: Álbum del Año (perdieron), Grabación del Año (perdieron), Mejor Artista Nuevo (ganaron), Mejor Álbum Vocal de Pop (perdieron), Mejor Interpretación de Pop Dúo/Grupo (perdieron) y Canción del Año (ganaron), superando a "Call Me Maybe" de Carly Rae Jepsen.

## Formatos
| «We Are Young» — descarga digital. |                |          |  |
| N.º                                | Título         | Duración |  |
| 1.                                 | «We Are Young» | 4:10     |  |

| «We Are Young» — vinilo de siete pulgadas |                         |          |  |
| N.º                                       | Título                  | Duración |  |
| 1.                                        | «We Are Young» (lado A) | 4:10     |  |
| 2.                                        | «One Foot» (lado B)     | 3:32     |  |

| We Are Young — CD (Alemania, Austria y Suiza) |                           |          |  |
| N.º                                           | Título                    | Duración |  |
| 1.                                            | «We Are Young»            | 4:13     |  |
| 2.                                            | «We Are Young» (acústico) | 4:32     |  |

## Posicionamiento en listas
| País              | Lista                     | Mejor posición |
| 2012-2013         | 2012-2013                 | 2012-2013      |
| ----------------- | ------------------------- | -------------- |
| Alemania          | German Singles Chart      | 4              |
| Australia         | Australian Singles Chart  | 1              |
| Austria           | Austrian Singles Chart    | 1              |
| Bélgica (Flandes) | Ultratop 50               | 5              |
| Bélgica (Valonia) | Ultratop 50               | 2              |
| Canadá            | Canadian Hot 100          | 1              |
| Dinamarca         | Danish Singles Chart      | 3              |
| Escocia           | Scottish Singles Chart    | 1              |
| Eslovaquia        | Radio Top 100 Chart       | 5              |
| España            | Spanish Singles Chart     | 12             |
| Estados Unidos    | Adult Contemporary        | 12             |
| Estados Unidos    | Adult Pop Songs           | 1              |
| Estados Unidos    | Alternative Songs         | 1              |
| Estados Unidos    | Billboard Hot 100         | 1              |
| Estados Unidos    | Dance/Club Play Songs     | 21             |
| Estados Unidos    | Digital Songs             | 1              |
| Estados Unidos    | Pop Songs                 | 1              |
| Estados Unidos    | Radio Songs               | 1              |
| Estados Unidos    | Rock Songs                | 1              |
| Finlandia         | Finnish Singles Chart     | 14             |
| Francia           | French Singles Chart      | 7              |
| Hungría           | Rádiós Top 40             | 9              |
| Irlanda           | Irish Singles Chart       | 1              |
| Italia            | Italian Singles Chart     | 2              |
| Japón             | Japan Hot 100             | 5              |
| Noruega           | Norwegian Singles Chart   | 2              |
| Nueva Zelanda     | New Zealand Singles Chart | 2              |
| Países Bajos      | Dutch Top 40              | 10             |
| Polonia           | Polish Airplay Chart      | 1              |
| Reino Unido       | UK Singles Chart          | 1              |
| República Checa   | Radio Top 100 Chart       | 2              |
| Suecia            | Swedish Singles Chart     | 4              |
| Suiza             | Swiss Singles Chart       | 2              |

| País              | Lista                     | Posición |
| 2012              | 2012                      | 2012     |
| ----------------- | ------------------------- | -------- |
| Alemania          | German Singles Chart      | 25       |
| Australia         | Australian Singles Chart  | 12       |
| Austria           | Austrian Singles Chart    | 8        |
| Bélgica (Flandes) | Ultratop 50               | 19       |
| Bélgica (Valonia) | Ultratop 50               | 14       |
| Canadá            | Canadian Hot 100          | 3        |
| Estados Unidos    | Adult Contemporary        | 24       |
| Estados Unidos    | Adult Pop Songs           | 4        |
| Estados Unidos    | Alternative Songs         | 5        |
| Estados Unidos    | Billboard Hot 100         | 3        |
| Estados Unidos    | Digital Songs             | 3        |
| Estados Unidos    | Pop Songs                 | 7        |
| Estados Unidos    | Radio Songs               | 4        |
| Estados Unidos    | Rock Songs                | 8        |
| Francia           | French Singles Chart      | 26       |
| Hungría           | Rádios Top 40             | 55       |
| Irlanda           | Irish Singles Chart       | 3        |
| Japón             | Japan Hot 100             | 30       |
| Nueva Zelanda     | New Zealand Singles Chart | 3        |
| Países Bajos      | Dutch Top 40              | 39       |
| Reino Unido       | UK Singles Chart          | 3        |
| Suiza             | Swiss Single Chart        | 15       |

### Certificaciones
| País           | Organismo certificador | Certificación | Ventas certificadas | Ref.   |
| -------------- | ---------------------- | ------------- | ------------------- | ------ |
| Alemania       | BVMI                   | Platino       | 300 000             | [ 73 ] |
| Australia      | ARIA                   | 5× Platino    | 350 000             | [ 74 ] |
| Austria        | IFPI — Austria         | Platino       | 30 000              | [ 75 ] |
| Bélgica        | BEA                    | Oro           | 15 000              | [ 76 ] |
| Canadá         | Music Canada           | Diamante      | 800 000             | [ 77 ] |
| Dinamarca      | IFPI — Dinamarca       | Platino       | 30 000              | [ 78 ] |
| Dinamarca      | IFPI — Dinamarca       | Platino (ST)  | —                   | [ 79 ] |
| Estados Unidos | RIAA                   | Diamante      | 10 000 000          | [ 80 ] |
| Francia        | SNEP                   | Oro           | 150 000             | [ 81 ] |
| Italia         | FIMI                   | 2× Platino    | —                   | [ 82 ] |
| Nueva Zelanda  | RMNZ                   | 2× Platino    | 60 000              | [ 83 ] |
| Reino Unido    | BPI                    | 2× Platino    | 1 200 000           | [ 84 ] |
| Suecia         | GLF                    | 4× Platino    | 80 000              | [ 85 ] |
| Suiza          | IFPI — Suiza           | 2× Platino    | 60 000              | [ 86 ] |

## Premios y nominaciones
«We Are Young» recibió varias nominaciones en distintas ceremonias de premiación. A continuación, una lista con las candidaturas que obtuvo:
| Año  | Ceremonia de premiación      | Categoría                                | Resultado | Ref.   |
| ---- | ---------------------------- | ---------------------------------------- | --------- | ------ |
| 2012 | Teen Choice Awards           | Mejor canción de rock                    | Nominado  | [ 87 ] |
| 2012 | Teen Choice Awards           | Mejores sencillo por un grupo            | Ganador   | [ 87 ] |
| 2012 | MTV Video Music Awards       | Mejor vídeo de un artista nuevo          | Nominado  | [ 88 ] |
| 2012 | MTV Video Music Awards       | Mejor video pop                          | Nominado  | [ 88 ] |
| 2012 | Q Awards                     | Mejor pista                              | Nominado  | [ 89 ] |
| 2012 | MTV Europe Music Awards      | Mejor canción                            | Nominado  | [ 90 ] |
| 2013 | People's Choice Awards       | Canción favorita                         | Nominado  | [ 91 ] |
| 2013 | Premios Grammy               | Grabación del año                        | Nominado  | [ 92 ] |
| 2013 | Premios Grammy               | Canción del año                          | Ganador   | [ 92 ] |
| 2013 | Premios Grammy               | Mejor interpretación de pop de dúo/grupo | Nominado  | [ 92 ] |
| 2013 | Billboard Music Awards       | Canción más transmitida (audio)          | Nominado  | [ 93 ] |
| 2013 | Billboard Music Awards       | Canción más transmitida (vídeo)          | Nominado  | [ 93 ] |
| 2013 | Billboard Music Awards       | Mejor canción digital                    | Nominado  | [ 93 ] |
| 2013 | Billboard Music Awards       | Mejor canción de rock                    | Nominado  | [ 93 ] |
| 2013 | MTV Video Music Awards Japan | Mejor video de grupo                     | Nominado  | [ 94 ] |
| 2013 | MTV Video Music Awards Japan | Mejor video de rock                      | Nominado  | [ 94 ] |